# محسن العیسی
محسن العیسی (انگلیسی: Mohsen Al-Eisa؛ زادهٔ ۹ ژوئیهٔ ۱۹۸۷) یک ورزشکار اهل عربستان سعودی است.
از باشگاه‌هایی که در آن بازی کرده‌است می‌توان به باشگاه فوتبال الاهلی عربستان سعودی، باشگاه فوتبال الانصار عربستان سعودی، و باشگاه فوتبال نجران عربستان سعودی اشاره کرد.